# Triodontella nigripennis
Triodontella nigripennis är en skalbaggsart som beskrevs av Moser 1926. Triodontella nigripennis ingår i släktet Triodontella och familjen Melolonthidae. Inga underarter finns listade i Catalogue of Life.